# Argonaute (S636)
L'Argonaute (S636) és un submarí de classe Aréthuse de la Marina francesa, posat en servei el 23 d'octubre de 1958 i desarmat el 31 de juliol de 1982.
Després d'haver estat condicionat per a ser visitat, actualment s'exposa davant la Cité des sciences et de l'industrie a París al parc de la Villette.